# Пояна-Маре (комуна)
Пояна-Маре (рум. Poiana Mare) — комуна у повіті Долж в Румунії. До складу комуни входять такі села (дані про населення за 2002 рік):
- Пояна-Маре (10636 осіб) — адміністративний центр комуни
- Тунарій-Векі (1497 осіб)
- Тунарій-Ной (595 осіб)

Комуна розташована на відстані 249 км на захід від Бухареста, 75 км на південний захід від Крайови.

## Населення
За даними перепису населення 2002 року у комуні проживали 12 728 осіб.
Національний склад населення комуни:
| Національність            | Кількість осіб | Відсоток |
| ------------------------- | -------------- | -------- |
| румуни                    | 12297          | 96,6%    |
| цигани                    | 418            | 3,3%     |
| угорці                    | 4              | < 0,1%   |
| татари                    | 2              | < 0,1%   |
| німці                     | 1              | < 0,1%   |
| болгари                   | 1              | < 0,1%   |
| не вказали національність | 5              | < 0,1%   |

Рідною мовою назвали:
| Мова                  | Кількість осіб | Відсоток |
| --------------------- | -------------- | -------- |
| румунська             | 12466          | 97,9%    |
| циганська             | 243            | 1,9%     |
| угорська              | 3              | < 0,1%   |
| німецька              | 2              | < 0,1%   |
| татарська             | 2              | < 0,1%   |
| російська             | 1              | < 0,1%   |
| турецька              | 1              | < 0,1%   |
| не вказали рідну мову | 10             | 0,1%     |

Склад населення комуни за віросповіданням:
| Релігія            | Кількість осіб | Відсоток |
| ------------------ | -------------- | -------- |
| православні        | 12549          | 98,6%    |
| п'ятдесятники      | 62             | 0,5%     |
| атеїсти            | 30             | 0,2%     |
| адвентисти         | 27             | 0,2%     |
| баптисти           | 14             | 0,1%     |
| римо-католики      | 6              | < 0,1%   |
| греко-католики     | 4              | < 0,1%   |
| мусульмани         | 2              | < 0,1%   |
| юдеї               | 2              | < 0,1%   |
| реформати          | 1              | < 0,1%   |
| не вказали релігію | 30             | 0,2%     |